# Altokumulus
Altokumulusi (ac) so srednje visoki oblaki in so znani tudi pod imenom velike ovčke. So beli ali sivi ali belo-sivi kosmi, prevleke ali plasti oblakov, navadno tako gosti, da zasenčijo Sonce. 
V njih se mešata voda in led. Običajno so zasenčeni in so precej bolj »zavaljene ovčice«, kroglaste ali valjaste oblike. Med seboj so spojeni ali pa tudi ne. Širina posameznih oblakov, ki znaša 1-5 stopinj, je bistveno večja kakor pri cirokumulusih (5 stopinj ustreza širini štirih prstov na iztegnjeni roki). Ne mečejo zaznavne sence.
Ti oblaki navadno nastajajo zato, ker se v ozračje postopoma spušča hladnejši zrak. 

## Napoved vremena
Altokumulusi večinoma naznanjajo poslabšanje vremena in se pojavljajo pred prodorom hladnega zraka oziroma pred hladno fronto.

## Galerija
- Altokumulus
- Altokumulus iz space-shuttla
- Altokumulus nad Edmonton, Alberta.
- Altokumulus nad Varšavo, Poljska.